# Haemaphysalis lobachovi
Haemaphysalis lobachovi är en fästingart som beskrevs av Kolonin 1995. Haemaphysalis lobachovi ingår i släktet Haemaphysalis och familjen hårda fästingar. Inga underarter finns listade i Catalogue of Life.